# Matthew Gregory Lewis
Matthew Gregory Lewis (Londres, 9 de julho de 1775 — Oceano Atlântico, 16 de maio de 1818) foi um romancista e dramaturgo inglês, cujos escritos são frequentemente classificados como "horror gótico". Ele era muitas vezes referido como "Monk" Lewis, por causa do sucesso de seu romance gótico de 1796, O Monge. Ele também trabalhou como diplomata, político e proprietário de terras na Jamaica.

## Biografia

### Família
Lewis era o filho primogênito de Matthew e Frances Maria Sewell Lewis. Seu pai, Matthew Lewis, era o filho de William Lewis e Jane Gregory e nasceu na Inglaterra em 1750. Ele frequentou a Westminster School antes de prosseguir para Christ Church, Oxford, onde recebeu seu diploma de bacharel em 1769 e seu mestrado em 1772. Naquele mesmo ano, foi apontado como o secretário-chefe no Gabinete de Guerra. No ano seguinte, Lewis se casou com Frances Maria Sewell, uma jovem mulher que era muito popular na corte. Ela era a terceira filha de Sir Thomas Sewell e era uma das oito crianças nascidas em seu primeiro casamento. Sua família, como Lewis, tinha ligações na Jamaica. Enquanto criança, ela passou seu tempo em Londres. Em dezembro de 1775, além de seu posto como o secretário-chefe do Gabinete de Guerra, Lewis se tornou o vice-secretário de Guerra. Com uma exceção, ele foi o primeiro a ocupar dois cargos na mesma época (e ganhando ambos os salários). Lewis possuía uma propriedade considerável na Jamaica, uma área de quatro milhas de Savanna-la-Mer, ou Savanna-la-Mar, que foi atingida por um terremoto e furacão devastadores em 1779. Seu filho mais tarde iria herdar esta propriedade.
Além de Matthew Gregory Lewis, Matthew e Frances tiveram outros três filhos: Maria, Barrington, e Sophia Elizabeth. Em 23 de julho de 1781, quando Matthew tinha seis anos e sua irmã mais nova um ano e meio de idade, Frances deixou o marido, tendo o mestre de música, Samuel Harrison, como seu amante. Durante seu afastamento, Frances viveu sob um nome diferente, Langley, a fim de esconder sua localização de seu marido. Ele ainda, no entanto, sabia o seu paradeiro. Em 3 de julho de 1782, Frances deu à luz uma criança. Nesse mesmo dia, sabendo do nascimento, seu ex-marido voltou. Depois, ele começou a organizar uma separação legal de sua esposa. Depois de acusar formalmente a esposa de adultério através do Tribunal Consistório dos Bispos de Londres em 27 de fevereiro de 1783, ele solicitou à Câmara dos Lordes permissão para receber uma carta de divórcio. No entanto, como estas cartas eram raramente concedidas, foi rejeitada quando levada ao voto. Consequentemente, Matthew e Frances permaneceram casados até sua morte em 1818. Frances, embora retirando-se da sociedade e deslocando-se temporariamente para a França, foi sempre apoiada financeiramente pelo marido e, em seguida, mais tarde, seu filho. Mais tarde, ele voltou para Londres e, finalmente, terminou seus dias em Leatherhead, reunindo-se à sociedade e até mesmo se tornando uma dama de companhia da princesa de Gales. Frances e seu filho permaneceram bastante próximos, com sua tomada na responsabilidade de ajudá-lo na carreira literária. Ela até mesmo se tornou uma autora publicada, para grande desgosto de seu filho.

### Educação
Matthew Gregory Lewis começou sua educação em uma escola preparatória sob o reverendo Dr. John Fountain, Dean de York, no Seminário Maryleborne, um amigo de ambas as famílias Lewis e Sewell. Aqui, Lewis aprendeu latim, grego, francês, escrita, aritmética, desenho, dança e esgrima. Durante todo o dia na escola, ele e seus colegas só foram autorizados a conversar em francês. Como muitos de seus colegas de classe, Lewis usou o Seminário Maryleborne como um trampolim, prosseguindo a partir daí para a Escola de Westminster, como seu pai, aos oito anos. Aqui, ele atuou na peça o Town Boys como Falconbridge em King John e, em seguida, My Lord Duke in High Life Below Stairs. Mais tarde, novamente como seu pai, ele começou a estudar na Christ Church, Oxford, em 27 de abril de 1790 com a idade de quinze anos. Ele se formou com um diploma de bacharel em 1794. Mais tarde, ele obteve o grau de mestre da mesma escola em 1797.

### Vida profissional
Destinado a uma carreira diplomática como seu pai, Matthew Gregory Lewis passou a maior parte de suas férias escolares no exterior para se preparar para sua carreira futura, bem como para estudar línguas modernas. Suas viagens o enviaram para Londres, Chatham, na Escócia, e pelo continente, pelo menos, duas vezes, incluindo Paris em 1791 e Weimar, Alemanha, de 1792 a 1793. Durante essas viagens ao estrangeiro, Lewis gostava de passar o tempo na sociedade, um traço de personalidade que ele manteve durante toda a vida dele. Foi nessa época que ele começou a traduzir obras preexistentes e escrever suas próprias peças.
Em 1791, ele enviou a sua mãe uma cópia de uma farsa que ele tinha escrito chamada The Epistolary Intrigue. Embora ele destina a peça a ser encenada em Drury Lane, em Londres, foi rejeitada lá e, em seguida, mais tarde, pela vizinha Covent Garden. Supostamente, durante este tempo, ele também completou um romance em dois volumes. No entanto, hoje este romance só existe em fragmentos na obra publicada postumamente The Life and Correspondence of M.G. Lewis. Em março de 1792, Lewis traduziu a ópera francesa Felix e enviou-a para Drury Lane, na esperança de ganhar dinheiro para sua mãe. Enquanto ele tentou escrever um romance como o de Horace Walpole, O Castelo de Otranto, ele aderiu principalmente ao teatro, escrevendo The East Indian, mas sete anos se passaram antes que ele aparecesse no palco em Drury Lane. Na Alemanha, ele mesmo traduziu Oberon de Wieland, uma difícil obra de poesia que ele ganhou o respeito de seus conhecidos Johann Wolfgang von Goethe.
Enquanto Lewis perseguiu essas ambições literárias, principalmente para ganhar dinheiro para sua mãe, as influências de seu pai garantiu-lhe o cargo de adido à embaixada britânica em Haia. Ele chegou em 15 de Maio 1794 e permaneceu até dezembro do mesmo ano. Apesar de encontrar amigos em pubs locais (seu favorito sendo o Salon de Madame de Matignon) visitando a aristocracia francesa que fugia da França revolucionária, Lewis viu Haia como uma casa tediosa, não gostando dos cidadãos holandeses da cidade. Foi aqui que ele produziu, em dez semanas, seu romance Ambrosio, ou O Monge que foi publicado anonimamente no verão do ano seguinte. O romance imediatamente alcançou fama para Lewis. No entanto, algumas passagens da obra eram de tal natureza que cerca de um ano após do seu aparecimento, uma liminar para impedir a sua venda foi obtida. Na segunda edição, Lewis, além de citar a si mesmo como o autor e, como membro do Parlamento, removeu o que ele assumiu que eram as passagens censuráveis, ainda, a obra manteve muito do seu caráter horrível. Lord Byron em English Bards and Scotch Reviewers escreveu sobre "o milagroso Lewis, Monge ou Bardo, que de bom grado poderia fazer Parnasso um adro; Até mesmo Satanás contigo pode temer a habitar, E em teu crânio discernir um inferno mais profundo." O Marquês de Sade também elogiou Lewis em seu ensaio "Reflexões sobre o Romance".

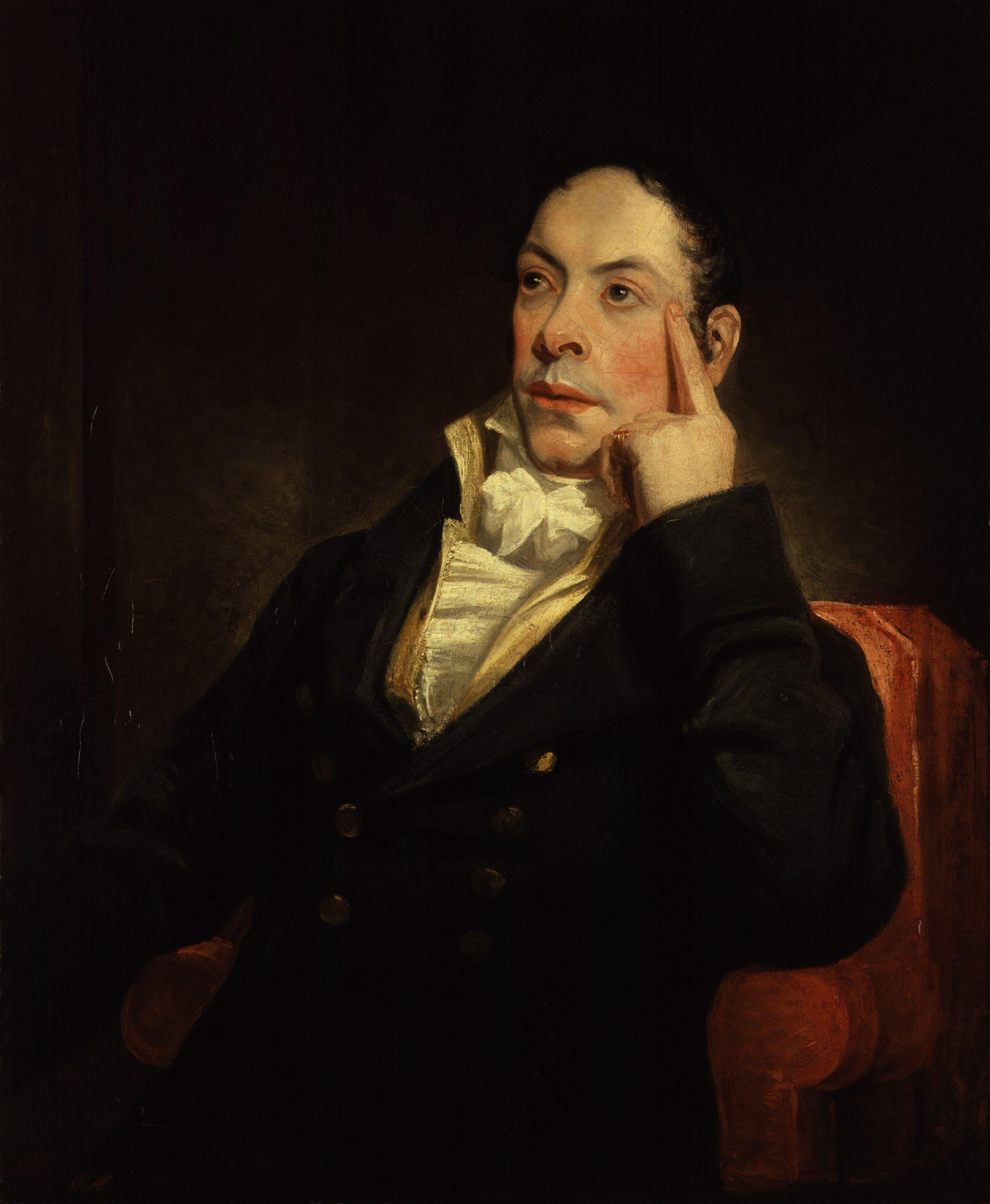
Matthew Gregory Lewis, de Henry William Pickersgill, 1809

Em 22 de março de 1802 Harriett Litchfield apareceu em um monodrama gótico no The Haymarket chamado The Captive de Lewis. Este conta a história de uma mulher presa por seu marido. As direções de palco incluíram detalhes destinados a melhorar a situação gótica. Litchfield foi elogiada por sua entrega "da maneira mais perfeita", mas ela interpreta uma mulher alheia de qualquer contato humano e mantida em um calabouço moderno. Ela não é louca, mas percebe que ela será em breve uma maníaca. A peça é pensada para ter sido sugerida por um dos livros de Mary Wollstonecraft. Dizia-se que até mesmo o pessoal do teatro o abandonou de horror. A peça só foi encenada uma vez.
Lewis possuía duas propriedades na Jamaica, Cornwall em Westmoreland e Hordley em Saint Thomas. De acordo com os registros de escravos, Hordley foi co-propriedade com George Scott e Scott Matthew Henry e suas ações foram adquiridas por Lewis em 1817.
Lewis visitou Percy Bysshe Shelley e Mary Shelley em Genebra, Suíça, no verão de 1816 e contou cinco histórias de fantasmas que Shelley registrou em seu "Jornal em Genebra (incluindo histórias de fantasmas) e no regresso a Inglaterra de 1816", começando com a entrada para 18 de agosto, que foi publicada postumamente.
The Life and Correspondence of M. G. Lewis, em dois volumes, foi publicada em 1839. The Effusions of Sensibility, seu primeiro romance, nunca foi concluído.

## Recepção de sua obra
Como escritor, Lewis é normalmente classificado como escrevendo no gênero horror gótico, juntamente com os autores Charles Robert Maturin e Mary Shelley. Embora ele foi mais seguramente influenciado por Ann Radcliffe de Os Mistérios de Udolpho e de William Godwin em  Caleb Williams, tomando a obsessão de Radcliffe com o sobrenatural e Godwin com a unidade narrativa e interesse no crime e castigo, Lewis diferiu com a sua abordagem literária. Considerando que Radcliffe poderia aludir aos horrores imaginários sob o gênero de terror gótico, Lewis definiu-se por revelar os detalhes das cenas horripilantes, o que lhe valeu o título de romancista de horror e gótico. Ao dar ao leitor detalhes reais em vez dos sentimentos aterrorizantes desenfreados em Radcliffe, Lewis fornece uma experiência mais romanesca. No artigo "Matthew Lewis and the Gothic Horror of Obsessional Neurosis,", Ed Cameron argumenta que "Lewis ignora e muitas vezes parodia o sentimentalismo encontrado no obra de Radcliffe." Sem ambiguidades, no entanto, Lewis, por vezes, parece excessivo em suas descrições materializadas do sobrenatural, perdendo um sentimento de admiração no processo.
Lewis é frequentemente criticado pela falta de originalidade. Embora grande parte da carreira de Lewis lidou com a tradução de outros textos, essas críticas mais frequentemente se referem a seu romance O Monge e sua peça The Castle Spectre. Começando com O Monge, Lewis começa o romance com um anúncio que diz:

A primeira ideia deste romance foi sugerida pela história de Santon Barsisa, relacionados no The Guardian. –The Bleeding Nun é uma tradição ainda creditada em muitas partes da Alemanha; e eu tenho dito, que as ruínas do Castelo de Lauenstein, que supostamente é assombrado, ainda pode ser visto sobre as fronteiras da Turíngia. –The Water-King, a partir do terceiro ao décimo segundo estrofe, é o fragmento de uma balada original dinamarquesa—E Belerma e Durandarte é traduzido de algumas estrofes encontradas em uma coleção de antiga poesia espanhola, que contém também a canção popular de Gayferos e Melesindra, mencionada em Dom Quixote. –Eu já fiz uma confissão completa de todos os plágios dos quais estou ciente de mim mesmo; mas não tenho dúvida, muito mais pode ser encontrado, de que sou atualmente totalmente inconsciente.
Embora alguns críticos, como os da The Monthly Review, viram combinações de obras anteriores como uma nova invenção, outros, incluindo Samuel Coleridge, têm argumentado que, revelando onde Lewis encontrou inspiração, ele entregou parte da sua autoria. Isso incomodava Lewis tanto que, além de uma nota escrita por Lewis na quarta edição de O Monge, ele também incluiu notas ao texto quando ele publicou The Castle Spectre como uma forma de neutralizar quaisquer acusações de plágio. No entanto, seu sucesso é discutível.

## Obras

### Romances
- The Effusions of Sensibility (inacabado)
- The Monk: A Romance (3 vols, 1796, revisado em 1798)
- The Bravo of Venice (1805)

### Poemas
- Poems (1812)
- The Isle of Devils (1816)

### Traduções
- Feudal Tyrants; or, The Counts of Carlsheim and Sargans. A romance (1806)
  - tradução livre de Elisabeth, Erbin von Toggenburg, oder Geschichte der Frauen von Sargans in der Schweiz, de Benedikte Naubert (1789)

### Contos
- "My Uncle's Garret Window"
- "Oberon's Henchman or The Legend of the Three Sisters"

### Coleções
- Tales of Terror [1799]
- Tales of Wonder (1801)
- Romantic Tales (1808)

### Peças teatrais
- Village Virtues: A Dramatic Satire (1796)
- The Castle Spectre (1796)
- The Minister: A Tragedy, in Five Acts (1797)
- The East Indian: A Comedy in Five Acts (1800)
- Adelmorn, the Outlaw (1801)
- Alfonso, King of Castile: A Tragedy in Five Acts (1801)
- Rugantino (1805)[11]
- Adelgitha; or, The Fruit of a Single Error. A Tragedy in Five Acts (1806)
- One O'Clock, Or, The Knight and Wood Daemon, A Grand Musical Romance (1811)
- Timour the Tartar (1811)
- The Captive

### Não ficção
- More Wonders: an heroic epistle to M. G. Lewis [A satire on his works] with a Praescript Extraordinary and An Ode on the Union (1801)
- Journal of a West India Proprietor Kept during a Residence in the Island of Jamaica (1833)
- The Life and Correspondence of M. G. Lewis (1839)